# Mistrzostwa Świata w Piłce Nożnej 2026 (eliminacje strefy AFC)/Grupa A
W Grupie A drugiej rundy eliminacji do Mistrzostw Świata 2026 biorą udział następujące zespoły:
- Indie
- Katar
- Kuwejt
- Afganistan (zwycięzca dwumeczu z  Mongolią w pierwszej rundzie eliminacji)

## Tabela
| Lp. | Drużyna    | M | Z | R | P | B+ | B– | +/– | Pkt | Kwalifikacja            |     | Katar | Kuwejt | Indie |     |
| --- | ---------- | - | - | - | - | -- | -- | --- | --- | ----------------------- | --- | ----- | ------ | ----- | --- |
| 1   | Katar      | 6 | 5 | 1 | 0 | 18 | 3  | +15 | 16  | Awans do trzeciej rundy |     |       | 3–0    | 2–1   | 8–1 |
| 2   | Kuwejt     | 6 | 2 | 1 | 3 | 6  | 6  | 0   | 7   | Awans do trzeciej rundy |     | 1–2   |        | 0–1   | 1–0 |
| 3   | Indie      | 6 | 1 | 2 | 3 | 3  | 7  | −4  | 5   |                         |     | 0–3   | 0–0    |       | 1–2 |
| 4   | Afganistan | 6 | 1 | 2 | 3 | 3  | 14 | −11 | 5   |                         | 0–0 | 0–4   | 0–0    |       |     |

## Wyniki
| 16 listopada 202315:30 CET | Katar                                                                                                  | 8:1(6:1) | Afganistan  | Stadion Międzynarodowy Chalifa, Ar-Rajjan Widzów: 19 374 Sędzia: Nasrullo Kabirov |
| 16 listopada 202315:30 CET | Al-Haydos 11' · Ali 15', 26', 33' (k), 45+3' (k) · Meshaal 18' · Alaaeldin 53' (k) · Al-Abdullah 90+4' | 8:1(6:1) | 13' Sharifi | Stadion Międzynarodowy Chalifa, Ar-Rajjan Widzów: 19 374 Sędzia: Nasrullo Kabirov |

| 16 listopada 202317:30 CET | Kuwejt    | 0:1(0:0) | Indie | Jaber Al-Ahmad Stadium, Kuwejt Widzów: 32 786 Sędzia: Shaun Evans |
| 16 listopada 202317:30 CET | 75' Singh | 0:1(0:0) |       | Jaber Al-Ahmad Stadium, Kuwejt Widzów: 32 786 Sędzia: Shaun Evans |

| 21 listopada 202318:00 CET | Afganistan                                     | 0:4(0:1) | Kuwejt | Prince Mohamed bin Fahd Stadium, Ad-Dammam Widzów: 330 Sędzia: Ahmed Al-Ali |
| 21 listopada 202318:00 CET | 18' (k), 80' Al-Khaldi · 69' Daham · 82' Saleh | 0:4(0:1) |        | Prince Mohamed bin Fahd Stadium, Ad-Dammam Widzów: 330 Sędzia: Ahmed Al-Ali |

| 21 listopada 202314:30 CET | Indie                                | 0:3(0:1) | Katar | Kalinga Stadium, Bhubaneswar Widzów: 11 389 Sędzia: Sivakorn Pu-udom |
| 21 listopada 202314:30 CET | 4' Meshaal · 47' Ali · 86' Abdurisag | 0:3(0:1) |       | Kalinga Stadium, Bhubaneswar Widzów: 11 389 Sędzia: Sivakorn Pu-udom |

| 21 marca 202419:30 CET | Katar                       | 3:0(0:0) | Kuwejt | Jassim Bin Hamad Stadium, Doha Widzów: 9 826 Sędzia: Jumpei Iida |
| 21 marca 202419:30 CET | Afif 47', 68' · Al-Rawi 51' | 3:0(0:0) |        | Jassim Bin Hamad Stadium, Doha Widzów: 9 826 Sędzia: Jumpei Iida |

| 21 marca 202420:00 CET | Afganistan | 0:0(0:0) | Indie | Damac Club Stadium, Chamis Muszajt Widzów: 3 900 Sędzia: Kim Hee-gon |
| 21 marca 202420:00 CET |            | 0:0(0:0) |       | Damac Club Stadium, Chamis Muszajt Widzów: 3 900 Sędzia: Kim Hee-gon |

| 26 marca 202414:30 CET | Indie           | 1:2(1:0) | Afganistan                     | Indira Gandhi Athletic Stadium, Guwahati Widzów: 8 932 Sędzia: Mohammed Khaled Al-Hoaish |
| 26 marca 202414:30 CET | Chhetri 38' (k) | 1:2(1:0) | 70' Akbari · 88' (k) Mukhammad | Indira Gandhi Athletic Stadium, Guwahati Widzów: 8 932 Sędzia: Mohammed Khaled Al-Hoaish |

| 26 marca 202420:00 CET | Kuwejt    | 1:2(0:0) | Katar        | Malab Ali Sabah as-Salim, Al-Farwanijja Widzów: 8 460 Sędzia: Sadullo Gulmurodi |
| 26 marca 202420:00 CET | Daham 79' | 1:2(0:0) | 77', 80' Ali | Malab Ali Sabah as-Salim, Al-Farwanijja Widzów: 8 460 Sędzia: Sadullo Gulmurodi |

| 6 czerwca 202415:30 CEST | Indie | 0:0(0:0) | Kuwejt | Salt Lake Stadium, Kolkata Widzów: 58 921 Sędzia: Fu Ming |
| 6 czerwca 202415:30 CEST |       | 0:0(0:0) |        | Salt Lake Stadium, Kolkata Widzów: 58 921 Sędzia: Fu Ming |

| 6 czerwca 202418:00 CEST | Afganistan | 0:0(0:0) | Katar | Prince Abdullah bin Jalawi Stadium, Al-Hufuf Sędzia: Sivakorn Pu-udom |
| 6 czerwca 202418:00 CEST |            | 0:0(0:0) |       | Prince Abdullah bin Jalawi Stadium, Al-Hufuf Sędzia: Sivakorn Pu-udom |

| 11 czerwca 202417:45 CEST | Katar                   | 2:1(0:1) | Indie        | Ahmed bin Ali Stadium, Ar-Rajjan Widzów: 2 816 Sędzia: Kim Woo-sung |
| 11 czerwca 202417:45 CEST | Aymen 73' · Al-Rawi 85' | 2:1(0:1) | 37' Chhangte | Ahmed bin Ali Stadium, Ar-Rajjan Widzów: 2 816 Sędzia: Kim Woo-sung |

| 11 czerwca 202417:45 CEST | Kuwejt         | 1:0(0:0) | Afganistan | Malab Ali Sabah as-Salim, Al-Farwanijja Widzów: 13 721 Sędzia: Razlan Joffri Ali |
| 11 czerwca 202417:45 CEST | Al Rashidi 81' | 1:0(0:0) |            | Malab Ali Sabah as-Salim, Al-Farwanijja Widzów: 13 721 Sędzia: Razlan Joffri Ali |

## Strzelcy

### 7 goli
- Almoez Ali

### 2 gole
- Akram Afif
- Ahmed Al-Rawi
- Mostafa Meshaal
- Shabaib Al-Khaldi
- Mohammad Daham

### 1 gol
- Rahmat Akbari
- Sharif Mukhammad
- Amredin Sharifi
- Lallianzuala Chhangte
- Sunil Chhetri
- Manvir Singh
- Yusuf Abdurisag
- Ahmed Alaaeldin
- Tameem Al-Abdullah
- Hassan Al-Haydos
- Yousef Aymen
- Eid Al Rashidi
- Athbi Saleh